# فرودگاه لاورل/وهیتینگتن
فرودگاه لاورل/وهیتینگتن  (به انگلیسی: Laurel/Whittington Aerodrome) یک فرودگاه همگانی است که یک باند فرود چمن دارد و طول باند آن ۶۷۱ متر است. این فرودگاه در کشور کانادا قرار دارد و در ارتفاع ۴۷۲ متری از سطح دریا واقع شده است.